# Obreey Store
Obreey Store (читається: «Обрій Стор») — це багатомовна та мультивалютна онлайн-крамниця та платформа для доставки електронного контенту. На Obreey Store продаються електронні книги, аудіокниги, періодика, електронні словники та програмне забезпечення англійською, німецькою, російською, українською та французькою мовами. Певна кількість контенту на Obreey Store також доступна іспанською, італійською, китайською та чеською мовами. Інтерфейс сайту перекладений англійською, німецькою, російською, українською, французькою та чеською мовами.
Obreey Store створений та експлуатується командою багатонаціональної корпорації PocketBook International S.A., що має українське коріння та є одним із провідних світових виробників електронних пристроїв для читання, освіти та розваг. В першу чергу Obreey Store створений саме для обслуговування користувачів пристроїв PocketBook. Однак, завдяки тому, що багатомовним контентом від Obreey Store можна користуватись на мобільних та стаціонарних операційних системах, таких як Android, iOS, Mac або Windows, Obreey Store на сьогодні є найбільшою мультиплатформною онлайн-крамницею контенту в Україні.
Obreey Store було офіційно анонсовано у Києві 4 жовтня 2011 року під час Content Fest 0.1 Kyiv  — міжнародного фестивалю електронного контенту, організованого PocketBook International. Наприкінці 2012 року Obreey Store прийде на заміну онлайн-крамниці Bookland  — поточного контент-майданчика для пристроїв PocketBook. До того часу користувачі можуть користуватися обома крамницями на свій вибір.